# Sylvie Matter
Sylvie Fee Matter (* 4. Oktober 1981) ist eine Schweizer Politikerin (SP) und Zürcher Kantonsrätin. 2023–2024 hatte sie das Präsidium des Kantonsrats inne, das höchste politische Amt des Kantons Zürich.

## Ausbildung, Beruf und Privates
Sylvie Matter wuchs in Hinwil im Zürcher Oberland auf. Nach der Primarschule besuchte sie zunächst ein Jahr lang die Realschule, dann die Sekundarschule und schliesslich die Kantonsschule Zürcher Oberland in Wetzikon. Nach der Maturität mit musischem Profil arbeitete sie während eines Jahres als Verkäuferin in einer Bäckerei, dann studierte sie an der Universität Zürich Geschichte und Philosophie. Auch während des Studiums war sie bis zur Geburt der ersten Tochter berufstätig, unter anderem wieder als Bäckereiverkäuferin, später als Sekretärin der «Vereinigung Akademischer Mittelbau der Universität Zürich». Nach dem Abschluss des Studiums absolvierte sie die Ausbildung zur Lehrperson für Geschichte und Philosophie an Maturitätsschulen. Anschliessend unterrichtete sie während zweier Jahre an verschiedenen Zürcher Kantonsschulen, bis sie 2021 zur Vizepräsidentin des Kantonsrats gewählt wurde.
Sylvie Matter ist verheiratet und Mutter zweier Mädchen (die ältere Tochter wurde 2012 geboren, die jüngere 2015). Neben ihrer politischen Tätigkeit arbeitet sie an einer Dissertation im Fachbereich Geschichte der Neuzeit.

## Politische Laufbahn
Im Alter von 18 Jahren trat Matter den Jungsozialist*innen Schweiz (Juso) bei. Im Jahr 2000 gründete sie im Zürcher Oberland eine neue Juso-Sektion, die sie zwei Jahre lang leitete. Anschliessend wirkte sie in der Stadt Zürich im Vorstand der Juso, dann von 2004 bis 2013 im Vorstand der SP des Kreises 6. Von 2005 bis 2009 war sie Mitglied des Studierendenrats der Universität Zürich, den sie schliesslich 2008–2009 präsidierte. Von 2010 bis 2013 vertrat sie die Interessen der Studierenden im Vorstand der Studentischen Wohngenossenschaft Zürich (WOKO). Von 2013 bis 2014 war sie Gemeinderätin der Stadt Zürich.
Seit 2014 ist Matter Mitglied des Zürcher Kantonsrats. Sie gehörte ab 2015 der Aufsichtskommission Bildung und Gesundheit an, später der Kommission für Bildung und Kultur, seit 2019 der Geschäftsleitung des Kantonsrats. Im November 2021 wurde sie zur 2. Vizepräsidentin gewählt, im Mai 2022 zur 1. Vizepräsidentin und am 8. Mai 2023, mit 165 von insgesamt 176 Stimmen, zur Präsidentin des Kantonsrats für das Amtsjahr 2023/2024.